# Muhammed Demirci
Muhammed Demirci (Amasya, 3 gennaio 1995) è un calciatore turco, centrocampista del Balıkesirspor.

## Carriera

### Club
Ha giocato nella prima divisione turca per un totale di 14 presenze distribuite in tre stagioni, cui si aggiunge una presenza nei turni preliminari di Europa League.

### Nazionale
Ha giocato numerose partite con le varie nazionali giovanili turche.

## Palmarès

### Club

#### Competizioni nazionali
- TFF 2. Lig: 1

İstanbulspor: 2016-2017 (gruppo bianco)